# Elektricitetens historie i Danmark
Her følger en oversigt over vigtige årstal for energi- og elproduktionen i Danmark fra 1850 og frem.
- 1859 Olieboret bliver opfundet hvilket gør det meget lettere at hente olie op.
- 1875 Henry Woodward patenterer den elektriske lampe
- 1885 Vekselstrøms transformatoren bliver opfundet af William Stanley
- 1891 Det første elværk åbner i Køge. Senere åbner et elværk også i Odense
- 1892 Det første elværk i København åbner i Gothersgade. Den første gadebelysning bliver også tændt på Kongens Nytorv
- 1907 Stærkstrømsloven vedtages
- 1907 Det første jævnstrømsværk bliver bygget om til et vekselstrømsværk i Skovshoved
- 1917 Pga. første verdenskrig stopper importen af kul og olie. Elværkerne får besked på at skære ned på produktionen.
- 1921 Tangeværket, Danmarks største vandkraftværk, indvies.
- 1925 Aabenraa Kong Christian indvier Sønderjyllands Højspændingsværk 23 maj 1925.
- 1939 Der indføres rationeringer på el som følge af anden verdenskrig.
- 1940 Elværkerne får påbudt at tilslutte nye kunder men må godt nægte tilslutning af fx elkomfurer
- 1940 Der bliver sat en grænse for styrken og antallet af elektriske pærer i hjem, trappeopgange mv.
- 1942 Der indføres et forbud mod salg af elektriske varmere, elkomfurer, kogeplader mv.
- 1946 Elrationeringerne bliver afskaffet.
- 1955 Atomenergikommisionen oprettes
- 1958 Forsøgsstation Risø indvies
- 1973 Første oliekrise – fører til søgen efter alternative energiformer end olie fra Mellemøsten
- 1976 Energistyrelsen oprettes hvilket betyder atomenergikommisionen nedlægges
- 1977 Der indføres statsafgift på el
- 1979 Anden oliekrise
- 1981 ”Lov om statstilskud til udnyttelse af vedvarende energikilder mv.” vedtages af folketinget
- 1984 Folketinget vedtager, at udslippet af svovldioxid skal reduceres frem til 1994
- 1985 Folketinget beslutter at atomkraft skal udgå fra dansk energiplanlægning
- 1992 Der pålægges afgift på CO2
- 2001 Avedøreværkets blok 2 færdiggøres. Revolutionerende mht. røgrensning og brændselsformer.
- 2004 Den svenske regering beslutter endeligt at lukke atomkraftværket Barsebäck tæt på København
- 2005 Barsebäck er pr. 1. juni lukket ned, og en årelang proces går nu i gang med at rense området.
- 2006 Vestas er verdens største producent af vindmøller, og Danmarks vindkraftkapacitet er på 3.136 MW .